# Auguste Hamman
Auguste Michel Bernard Marie Hamman (Oostende, 29 april 1860 - 28 januari 1927) was een Belgisch volksvertegenwoordiger en senator.

## Levensloop
Hamman was een reder-scheepsbouwer. Hij werd gemeenteraadslid van Oostende: 1903-1907, 1911-1919 en 1921.
Hij werd verkozen tot katholiek volksvertegenwoordiger voor het arrondissement Oostende en vervulde dit mandaat van 1894 tot 1900 en van 1908 tot 1921.
Van 1921 tot 1927 was hij senator voor hetzelfde arrondissement.
Hij was de hoofdaandeelhouder van de Oostendse scheepswerf Auguste Hamman. Hij  bezat onder meer de in 1912 gebouwde vissersboot Gods Genade die in juli 1918 door een Duitse U-boot tot zinken werd gebracht.